# Thecacoris perrieri
Thecacoris perrieri là một loài thực vật có hoa trong họ Diệp hạ châu. Loài này được Leandri miêu tả khoa học đầu tiên năm 1937.